# Andrzej Sapkowski

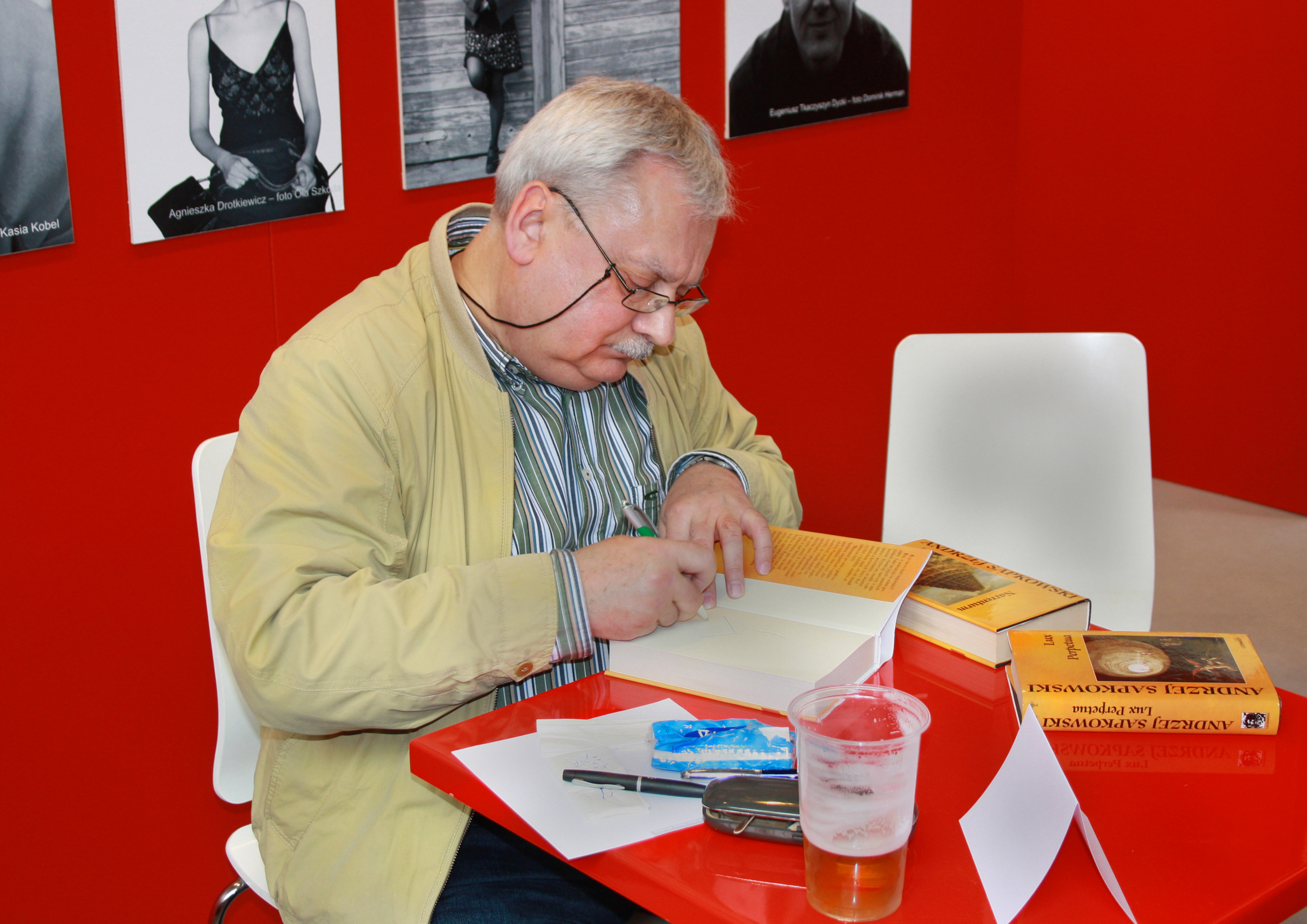

Andrzej Sapkowski (n. 21 iunie 1948, Łódź) este un scriitor polonez de literatură fantasy. Este foarte cunoscut datorită seriei de cărți despre Vânătorul Geralt din Rivia.

### Witcher/Vrăjitorul

#### Povestiri
- Vrăjitorul (Wiedźmin, 1990)
- Sabia destinului (Miecz przeznaczenia, 1992)
- Ultima dorință (Ostatnie życzenie, 1993)
- Ceva se sfârșește, ceva se începe (Coś się kończy, coś się zaczyna, 2000)

#### Romane
- Sângele elfilor (Krew elfów, 1994)
- Vremea disprețului (Czas pogardy, 1995)
- Botezul focului (Chrzest ognia, 1996)
- Turnul rândunicii (Wieża jaskółki, 1997)
- Doamna lacului (Pani jeziora, 1999)
- Anotimpul furtunilor (Sezon Burz, 2013)

### Trilogia Husită
- Turnul nebunilor‎ (Narrenturm, 2002)
- Războinicii lui Dumnezeu (Boży bojownicy, 2004)
- Lux perpetua (2006)

### Alte cărți
- Ochi lui Yrrhedes (Oko Yrrhedesa, joc RPG, 1995)
- Lumea regelui Artur. Maladie (Świat króla Artura. Maladie, 1995)
- Scrisoarea descoperită în Caverna Dragonului (Rękopis znaleziony w Smoczej Jaskini, 2001)
- Istorie și fantastică (Historia i fantastyka, interviu-fluviu luat de Stanisław Bereś, 2005)